# 野村不動産投資顧問
野村不動産投資顧問株式会社（のむらふどうさんとうしこもん）は、日本の不動産運用会社（投資顧問会社）。

## 概要
野村不動産ホールディングス100%子会社で、J-REITである野村不動産マスターファンド投資法人と、私募リートである野村不動産プライベート投資法人の資産運用会社である。2011年、野村不動産グループの運用会社3社が合併し、現在の体制となった。

## 沿革
- 2001年（平成13年） - 「野村不動産インベストメント・マネジメント株式会社」（NREIM）設立（不動産私募ファンド事業）。
- 2003年（平成15年） -  野村不動産投信株式会社（NREAM）として当社設立。「野村不動産オフィスファンド投資法人」設立。
- 2005年（平成17年） - 「野村不動産投資顧問株式会社」（NRECM）設立。
- 2005年（平成17年） - 「野村不動産レジデンシャル投資法人」設立。
- 2010年（平成22年） - 「野村不動産プライベート投資法人」設立。
- 2011年（平成23年） - NREIMとNRECMを吸収合併し、商号を野村不動産投資顧問株式会社に変更。
- 2013年（平成25年） - 「（旧）野村不動産マスターファンド投資法人」設立。
- 2015年（平成25年） - 「（新）野村不動産マスターファンド投資法人」設立（「野村不動産オフィスファンド投資法人」、「野村不動産レジデンシャル投資法人」及び「（旧）野村不動産マスターファンド投資法人」を新設合併）。